# La Voz del Penedès
La Voz del Penedès fou un setmanari en llengua castellana, declarat portaveu del Movimiento Nacional a la comarca de l'Alt Penedès, que va veure la llum el 29 de novembre de 1941 i es va publicar durant 55 anys ininterrompudament fins al desembre de 1996.
L'editava la Delegación de Prensa y Propaganda de Falange Española Tradicionalista y de las JONS, al servei de la ideologia, els valors i la moralitat imperant del moment, en constant lloança al règim del Caudillo i els estaments polítics que regien aleshores. Les temàtiques que el conformaven eren principalment de caràcter social de la vila, els esports, les pel·lícules setmanals, successos, productes disponibles de les cartilles de racionament, amb profusió de la publicitat del comerç principalment vilafranquí, encara que amb els anys es va fer més present el de tota la comarca. La resta era propaganda del règim.
Ja va existir un setmanari bilingüe La Voz del Panadès el 1896. Des del 2009 la revista es disponible en format digitalitzat a la xarxa Pandora.
| Relació de directors   |                             |
| ---------------------- | --------------------------- |
| Director               | període                     |
| Alfons Chulvi Revoltós | novembre 1941 – febrer 1981 |
| Josep Montoro López    | febrer 1981 – març 1983     |
| José Ballester Bustos  | maig 1984 – desembre 1996   |